# Jane Drew
Joyce Beverly Drew (Thornton Heath, 24 marzo 1911 – Barnard Castle, 27 luglio 1996) è stata un'architetta britannica.

## Biografia
Joyce Beverly Drew nacque da un progettista di strumenti chirurgici e da una botanica che le trasmisero la passione per l'arte. Dopo aver completato gli studi a Croydon frequentò l'Architectural Association School. In quegli anni si sposò per la prima volta ed ebbe due gemelli, ma nel 1939 la coppia divorziò. Vittima del pregiudizio nei confronti delle donne, il suo primo impiego consistette nella progettazione di finti pub in stile georgiano.
Entrò a far parte del Modern Architectural Research Group, un'associazione composta da architetti, industriali e pittori, grazie alla quale conobbe Henry Moore, Le Corbusier, Elisabeth Lutyens e il suo secondo marito Maxwell Fry, che sposò nel 1942. Fondò così il suo studio, impiegando solo donne, e durante la seconda guerra mondiale fu segretaria della Rebuilding Britain exhibition presso la National Gallery.
Nel 1944 seguì suo marito in Africa occidentale, dove progettò scuole e università, in particolare in Nigeria, Costa d'Oro, Sierra Leone e Gambia, e dove fu responsabile della costruzione della prima scuola in stile tropicale. La coppia inoltre si occupò della progettazione della città di Chandigarh, in India, coinvolgendo anche Le Corbusier. Nel progetto furono impiegati diversi giovani architetti indiani che poterono vivere in un prototipo per ogni casa costruita, rilevandone così le criticità e suggerendo eventuali modifiche. Inoltre, i loro quartieri con case a basso costo furono provvisti di larghe aree pubbliche e nelle abitazioni furono costruiti dei baldacchini per ripararsi da sole.
Drew inoltre lavorò a Teheran e nello Sri Lanka, e negli anni '60 e '70 si dedicò agli edifici domestici, in particolare a Harlow, e si occupò della sede della Open University di Milton Keynes. Contribuì a fondare l'Institute of Contemporary Arts, fu presidente dell'Architectural Association e fece parte del consiglio del Royal Institute of British Architects.
Nel 1998 fu istituito il Jane Drew Prize in suo onore, il quale viene conferito annualmente.